# Jampoliwka
Jampoliwka (ukr. Ямполівка) – wieś na Ukrainie, w obwodzie donieckim, w rejonie kramatorskim. W 2001 liczyła 200 mieszkańców.